# Jesús Tadeo Vega
Jesús Tadeo Vega (ur. 23 maja 1994 w Meksyku) – meksykański lekkoatleta specjalizujący się w chodzie sportowym.
Siódmy zawodnik chodu na 10 000 metrów z igrzysk olimpijskich młodzieży (2010). W 2011 uplasował się tuż za podium – na czwartym miejscu – mistrzostw świata juniorów młodszych. Brązowy medalista pucharu świata w chodzie na dystansie 10 kilometrów z 2012.
Rekordy życiowe: chód na 10 000 metrów – 40:08,47A (11 kwietnia 2015, Xalapa); chód na 10 kilometrów – 41:52 (3 marca 2012, Chihuahua); chód na 20 kilometrów – 1:19:20 (9 kwietnia 2016, Podiebrady).

## Osiągnięcia
| Rok  | Impreza                                           | Miejsce         | Konkurencja              | Pozycja     | Wynik    |
| ---- | ------------------------------------------------- | --------------- | ------------------------ | ----------- | -------- |
| 2010 | Puchar świata w chodzie sportowym                 | Chihuahua       | chód na 10 km            | 10. miejsce | 45:33    |
| 2010 | Igrzyska olimpijskie młodzieży                    | Singapur        | chód na 10 000 m         | 7. miejsce  | 46:08,16 |
| 2011 | Panamerykański puchar w chodzie sportowym         | Envigado        | chód na 10 km (juniorzy) | 3. miejsce  | 42:29    |
| 2011 | Panamerykański puchar w chodzie sportowym         | Envigado        | juniorzy drużynowo       | 2. miejsce  | 7 pkt.   |
| 2011 | Mistrzostwa świata juniorów młodszych             | Lille Metropole | chód na 10 000 m         | 4. miejsce  | 41:09,61 |
| 2012 | Puchar świata w chodzie sportowym                 | Sarańsk         | chód na 10 km            | 3. miejsce  | 41:56    |
| 2012 | Mistrzostwa Ameryki Środkowej i Karaibów juniorów | San Salvador    | chód na 10 000 m         | 1. miejsce  | 42:03,68 |
| 2012 | Mistrzostwa świata juniorów                       | Barcelona       | chód na 10 000 m         | 6. miejsce  | 41:05,59 |
| 2017 | Mistrzostwa świata                                | Londyn          | chód na 20 km            | 35. miejsce | 1:23:10  |
| 2021 | Igrzyska olimpijskie                              | Tokio           | chód na 20 km            | 42. miejsce | 1:30:37  |